# Scopula cinis
Scopula cinis är en fjärilsart som beskrevs av Inoue 1946. Scopula cinis ingår i släktet Scopula och familjen mätare. Inga underarter finns listade.